# Joaquim Ribeiro Gonçalves
Joaquim Ribeiro Gonçalves, mais conhecido como Ribeiro Gonçalves (Amarante, Piauí, 1860 — 24 de junho de 1919) foi um advogado, jornalista, magistrado, empresário e político brasileiro. Foi senador pelo Estado do Piauí de 1909 a 1921, além de deputado federal e vice-governador de 1892 a 1896.

## Biografia
Filho de João Ribeiro Gonçalves e Luzia Barbosa do Carmo Moura, nasceu na cidade de Amarante, Piauí, no ano de 1860. Começou seus estudos jurídicos em 1879 na Faculdade de Direito do Recife, concluindo-os em 1882.
Depois de formado, transferiu-se inicialmente para o Amazonas e depois para o estado do Maranhão, onde, em 1884, foi juiz em São Bento. Foi nessa província que iniciou suas atividades políticas, elegendo-se deputado provincial pelo Partido Conservador. Como deputado, foi autor da lei que elevava a vila de São Bento à categoria de cidade e da que criava o primeiro grupo escolar do Maranhão. Ainda no Maranhão, dedicou-se a atividades empresariais, em especial relacionadas à pesca.
Após a proclamação da República (15/11/1889), de volta ao Piauí, desempenhou as funções de juiz de direito em Barras, Amarante e Teresina. Em outubro de 1891, na condição de procurador-geral nomeado, participou da solenidade de instalação do Tribunal de Justiça do Piauí.
Envolvido na vida política estadual, exerceu o cargo de vice-governador do Piauí entre fevereiro de 1892 e dezembro de 1896, durante o governo de Coriolano de Carvalho e Silva. Em 1909 candidatou-se a deputado federal e a senador, sendo eleito para ambos os mandatos. Optou pelo Senado e concluiu seu primeiro mandato, de nove anos, em dezembro de 1917.
Disputou com êxito a reeleição em 1918, mas faleceu no exercício do mandato, em 24 de junho de 1919.

## Trabalhos Publicados
- Os Mártires da Vitória (Poesia). Recife, 1880. 
- Vislumbres (Poesias). Recife, 1880. 
- A Emancipação, Poema. Recife, 1881. 
- Centelhas (Poesias), Recife, 1892.